# Plaza de los Desfiles

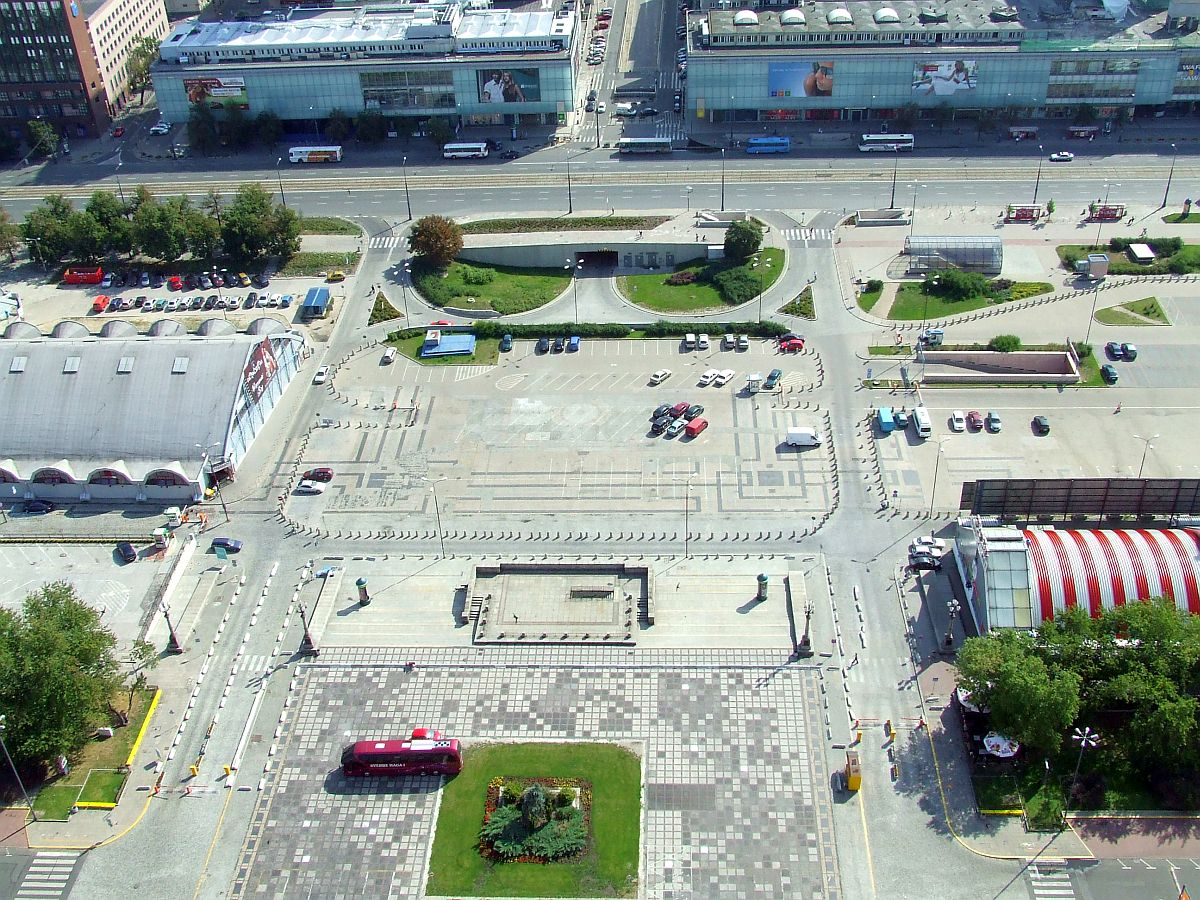
Vista de La Plaza del Desfile.

La Plaza de los Desfiles (en polaco Plac Defilad) es una plaza situada en la ciudad de Varsovia, en Polonia. Se encuentra dentro del distrito Warszawa-Śródmieście, donde está el casco antiguo de la ciudad. Se encuentra situada entre Ulica Świętokrzyska (Calle Santa Cruz) en el norte, Aleje Jerozolimskie (Avenida Jerusalén) en el sur, Ulica Marszałkowska (Calle Mariscal) en el este y el Palacio de la Cultura y la Ciencia de Varsovia desde el oeste, por lo que es una de las plazas centrales de Varsovia. La Plaza del Desfile es la cuarta plaza urbana más grande del mundo y en la más grande de la Unión Europea.
Construida en la década de 1950 junto con el Palacio de la Cultura y la Ciencia. Fue utilizado extensivamente por el gobierno de la República Popular de Polonia para los desfiles de propaganda diferentes (de ahí su nombre Plaza del desfile). Ha perdido su importancia después de la caída del comunismo, convirtiéndose irónicamente en el sitio de un enorme mercado. Criticado por la fealdad y la mala organización del mercado, se han pensado en varios planes para modernizar o sustituir la plaza por un edificio (que han provocado las protestas de los comerciantes locales). Los últimos planes están relacionados con la construcción de un museo de arte moderno en su lugar (inaugurado en 2015) y una nueva sala de conciertos, además de múltiples rascacielos y otras instalaciones públicas.